# Tore Berger
Tore Berger (Asker, Akershus, 11 de novembro de 1944) é um ex-canoísta norueguês especialista em provas de velocidade.

## Carreira
Foi vencedor da medalha de Ouro em K-4 1000 m em Cidade do México 1968 com os seus colegas de equipa Steinar Amundsen, Egil Søby e Jan Johansen e da medalha de Bronze na mesma categoria em Munique 1972.